# Prosa (artista)
Prosa o Prosa Bang, pseudonimo di Marco Zanghi (Milano, 1985), è un graffiti writer italiano di fama internazionale.

## Biografia

### Formazione
Zanghi è nato a Milano nel 1985 e il suo primo contatto con il mondo del writing è avvenuto ai tempi della scuola superiore, durante i primi anni all'istituto tecnico di grafica pubblicitaria, durante i quali ha iniziato a dipingere insieme ad amici con cui avrebbe partecipato a diverse jam session.

### Carriera
Dopo aver dipinto per passione personale, dal 2004 ha deciso di cimentarsi in lavori su commissione. Entrato in un noto collettivo milanese, è stato quindi ospitato dal 2008 in poi in eventi europei dedicati ai graffiti (tra i quali si annoverano MOS Perpignan, in Francia, SteepintheArena in Olanda, MOS Budapest, in Ungheria, MOS Wiesbaden in Germania, e MOS Athen in Grecia). Nel settembre 2012 ha allestito la sua prima mostra personale allo Spazio Idroart con il patrocinio della Regione Lombardia, presentata da Enzo Jannacci. Nel 2016 è entrato a far parte di un collettivo della scena asiatica sorto a Singapore, la Zincnite crew ZNC, nel 2017 del Kobra Team (élite internazionale di writers patrocinata dall'omonimo produttore di vernici), e nel 2019 della storica crew statunitense CBS (Can't Be Stopped) dopo un viaggio a Los Angeles in cui ha dipinto in posti significativi della città.
Il suo attivismo nella diffusione della graffiti culture si è estrinsecato nella fondazione dell'associazione We Run The Streets, con cui ha organizzato gli eventi Meeting of Styles Italy dal 2014 al 2017 e Urban Giants nel 2018, nel 2019, nel 2022, nel 2024 e nel 2025. Inoltre dal 2015 ha organizzato workshop sul writing per bambini e ragazzi, fino a diventare dal 2002 docente per Ikaros Buccinasco e Maestro d'arte per la onlus Grupifh.
Durante il periodo della pandemia da Covid-19 ha realizzato la mascotte dell'associazione Sfidautismo Milano e ha realizzato due Graffiti Sketchbook autopubblicati su Amazon.
Nel 2021 ha collaborato alla scenografia del film House of Gucci e ha realizzato con Fabio Poms un murale, a Buccinasco, dedicato all'atleta paralimpica Alessia Berra, nell'ambito di un progetto di riqualificazione (Quartieri a colori).

## Stile
Dipinge con diverse tecniche tra cui pennelli, aerografi, body painting, carboncini, acquerelli, ma prevalentemente con bombolette spray. Ha iniziato con l'arte del lettering, ma si è specializzato nei puppet., ispirandosi a personaggi dei fumetti e dell'animazione. Realizza sketch con matite e pantoni, sperimentando però anche l'uso digitale dei tablet.